# کهف (سوره)
سورهٔ کهف سورهٔ ۱۸ام قرآن است، ۱۱۰ آیه دارد و از سوره‌های مکی است. یکی از مهم‌ترین بخش‌های این سوره داستان اصحاب کهف و مقابلهٔ عده‌ای از جوانان در برابر حاکم ستمگر است. از داستان‌های دیگر این سوره، داستان موسی و خضر و بی‌صبری موسی در یافتن دلیل کارهای خضر و داستان ذوالقرنین و مقابلهٔ او با یاجوج و ماجوج است. این سوره با حمد خدا آغاز و با توحید و ایمان پایان می‌پذیرد و همانند دیگر سوره‌های مکی به بیان اعتقادات اساسی مسلمانان مانند مبدأ و معاد می‌پردازد.